# Berta Kolokol'ceva
Al'bertina Iosifovna Kolokol'ceva, detta Berta (in russo Альбертина "Берта" Иосифовна Колокольцева?; Kemerovo, 29 ottobre 1937), è un'ex pattinatrice di velocità su ghiaccio sovietica, dal 1992 russa.

## Carriera
In carriera vinse la sua più prestigiosa medaglia nei 1500 m alle Olimpiadi di Innsbruck 1964, dove giunse terza.

## Palmarès

### Olimpiadi
- 1 medaglia:
  - 1 bronzo (1500 m a Innsbruck 1964).